# Prix européen Charles-Quint
Le prix européen Charles-Quint (en espagnol : « Premio Europeo Carlos V ») est un prix international européen créé en 1995 et attribué d'abord tous les deux ou trois ans puis chaque année depuis 2016.

## Récipiendaires
- 1995 :  Jacques Delors
- 1998 :  Wilfried Martens[2]
- 2000 :  Felipe González
- 2002 :  Mikhaïl Gorbatchev
- 2004 :  Jorge Sampaio
- 2006 :  Helmut Kohl
- 2008 :  Simone Veil
- 2011 :  Javier Solana
- 2013 :  José Manuel Durão Barroso
- 2016 :  Sofia Corradi
- 2017 :  Marcelino Oreja
- 2018 :  Antonio Tajani[3]
- 2019 :  Itinéraires culturels du Conseil de l'Europe
- 2021 :  Angela Merkel
- 2022 :  Forum européen des personnes handicapées
- 2023 :  António Guterres
- 2024 :  Mario Draghi
- 2025 :  Josep Borrell